# Wildflower & Cover Songs:Complete Best 'TRACK 3'
『Wildflower & Cover Songs:Complete Best 'TRACK 3'』（ワイルドフラワー アンド カヴァー ソングス：コンプリート ベスト 'トラック スリー'）は、2010年9月1日に発売されたSuperflyの10枚目のシングル。

## 概要
前作『Dancing On The Fire』から約10か月を置いての発売となる、2010年最初のシングル。本作はシングル10作目を記念して、豪華な企画盤としてリリースされた。
Disc 1には6月より順次発表された新曲4曲を収録。全曲にタイアップが付き、ミュージック・ビデオも制作された。アルバム『Mind Travel』には「Roll Over The Rainbow」のみ未収録である。
Disc 2はこれまでのシングルのカップリングとして収録されていた洋楽のカヴァー曲を1枚にまとめたアルバムとなっており、新たにレコーディングした楽曲も3曲収録されている。タイトルにある「TRACK 3」とは、Superflyのシングル3曲目にカヴァー曲を収録していることから。更に初回限定盤には、「Fooled Around and Fell in Love」のアコースティックバージョンを収録した8cmシングルCDが付属する。
ジャケットは、新曲4曲をイメージしたアイテムが登場している（Wildflower：ダリアの花、タマシイレボリューション：ジャンベ、Free Planet：地球儀、Roll Over The Rainbow：虹）。
公式ページではシングルとされているが、オリコンでは5曲以上収録されたものをアルバムと定義しており、アルバムとして分類・集計された。初日（8月31日付け）のアルバムデイリーチャートでは2位だったが、翌日の9月1日付けのデイリーチャート以降は1位を獲得し続け、アルバムウィークリーチャートで初登場1位となった。アルバムとしてはデビューから3作連続の首位獲得となり、女性アーティストとしては中島美嘉以来6年10ヶ月振りの記録。またシングルとしては初の首位獲得となった。
9月15日より、邦楽のアーティストとしては初めてとなるiTunes LPの配信が開始された。
なお、次作『Eyes On Me』以降シングル盤への洋楽カヴァー曲の収録が途切れており、次に収録されたのはおよそ5年後の2015年12月にリリースされた『黒い雫 & Coupling Songs: 'Side B'』収録の「I Love Rock 'N' Roll」（The Arrows）となる。

## 収録曲

### Disc 1
全編曲：蔦谷好位置
1. Wildflower (4:26)
作詞：越智志帆　作曲・Basic Arrangement：多保孝一
  - フジテレビ系ドラマ『GOLD』主題歌。『BOSS』以来2度目となる、天海祐希主演ドラマの主題歌となった。
  - 7月22日より、ドラマサイズの音源が着うたフルで配信されている。
  - NHK BS1『島耕作のアジア立志伝』エンディングテーマ。
2. タマシイレボリューション (3:45)
作詞・作曲：越智志帆
  - NHK2010年度サッカーテーマソング。
  - 6月18日より、着うたフル及びPCダウンロードサイトで先行配信されている。
3. Free Planet (3:22)
作詞：越智志帆　作曲・Basic Arrangement：多保孝一
  - ソニー・エリクソン・モバイルコミュニケーションズ「Cyber-shotケータイ S003」、「BRAVIA Phone S004」CMソング。
  - Superflyの楽曲では、BPMが最速の曲。ボーカル以外、バンドの一発撮りでレコーディングされた。
4. Roll Over The Rainbow (4:52)
作詞：越智志帆+jam　作曲・Basic Arrangement：多保孝一
  - 「お台場合衆国2010 〜笑うBayには福きたる!!〜」テーマソング。

### Disc 2
1. Fooled Around and Fell in Love - Elvin Bishop（新録）(3:49)
作詞・作曲：エルヴィン・ビショップ　編曲：蔦谷好位置　アディショナルアレンジ：釣俊輔
  - フジテレビ系ドラマ『GOLD』挿入歌。
2. (You Make Me Feel Like) A Natural Woman - Aretha Franklin (3:19)
作詞・作曲：ジェリー・ゴフィン、キャロル・キング、ジェリー・ウェクスラー
  - 9枚目のシングル「Dancing On The Fire」収録。
  - 映画『東京島』主題歌。
3. Hot 'N' Nasty - Humble Pie (3:33)
作詞・作曲：ハンブル・パイ、スティーヴ・マリオット
  - 1枚目のシングル「ハロー・ハロー」収録。
4. (Please Not) One More Time - Roger McGuinn (3:25)
作詞・作曲：アル・クーパー
  - 2枚目のシングル「マニフェスト」収録。
5. Rhiannon - Fleetwood Mac (5:03)
作詞・作曲：スティーヴィー・ニックス
  - 4thシングル「愛をこめて花束を」収録。
6. Honky Tonk Women [Live] - The Rolling Stones (3:18)
作詞・作曲：ミック・ジャガー、キース・リチャーズ
  - iTunes限定配信ライブシングル「Live from Tokyo」及び5thシングル「Hi-Five」収録。
7. Bad, Bad Leroy Brown [Live] - Jim Croce (3:11)
作詞・作曲：ジム・クロウチ
  - iTunes限定配信ライブシングル「Live from Tokyo」及び5thシングル「Hi-Five」収録。
8. Heart Of Gold [Live] - Neil Young (3:24)
作詞・作曲：ニール・ヤング
  - iTunes限定配信ライブシングル「Live from Tokyo」収録。今作で初CD化となる。
9. Desperado [Live] - The Eagles (3:35)
作詞・作曲：グレン・ルイス・フライ、ドン・ヘンリー
  - iTunes限定配信ライブシングル「Live from Tokyo」及び5thシングル「Hi-Five」収録。
10. My Brother Jake - Free (3:19)
作詞・作曲：アンディ・フレイザー、ポール・ロジャース　編曲：百田留衣　
  - 6枚目のシングル「How Do I Survive?」収録。
11. Rock And Roll Hoochie Koo - Rick Derringer (3:40)
作詞・作曲：リック・デリンジャー
  - 7枚目のシングル「My Best Of My Life」収録。
12. Late For The Sky - Jackson Browne (5:35)
作詞・作曲：ジャクソン・ブラウン　編曲：蔦谷好位置　
  - 8枚目のシングル「恋する瞳は美しい/やさしい気持ちで」収録。
13. Piece Of My Heart [Live] - Janis Joplin[注 1] (4:37)
作詞・作曲：ジェリー・ラゴヴォイ、バート・バーンズ（英語版）
  - 2009年にウッドストック40周年記念イベント『Heroes of Woodstock』や、武道館公演『Superfly 2009 Dancing at Budokan!!』で披露した、ジャニス・ジョプリンの楽曲。本作には武道館公演の音源（ライブDVD『Dancing at Budokan!!』の初回盤に付属されたCD音源と同じもの）が収録されている。
14. Bitch - The Rolling Stones（新録）(4:25)
作詞・作曲：ミック・ジャガー、キース・リチャーズ
15. The Water Is Wide - Karla Bonoff（新録）(5:00)
作詞：ピート・シーガー　作曲：(トラディショナル)　編曲：ピート・シーガー、蔦谷好位置

### Disc 3
※初回限定盤のみ付属
Fooled Around and Fell In Love 〜acoustic ver.〜 - Elvin Bishop (3:38)

## 演奏
Disc 1 
- 越智志帆
  - Lead & Background Vocals
  - Tambourine (#1.4)
  - Cowbell (#2)
  - Timpani (#4)
- 八橋義幸
  - Electric Guitar
  - Mandolin (#1)
  - Acoustic Guitar (#4)
- 名越由貴夫：Electric Guitar (#1)
- 松原秀樹：Bass (#1)
- 小田原豊：Drums (#1)
- 弦一徹ストリングス：Strings (#1)
- 昼海幹音：Electric Guitar (#2.3)
- 種子田健：Bass (#2.3)
- 蔦谷好位置
  - Piano, Programming (#2)
  - Hammond B-3 (#3.4)
- 松原“マツキチ”寛
  - Drums (#2.4)
  - Percussion (#2)
- 菅坂雅彦、横山均：Trumpet (#2)
- 村田陽一：Trombone (#2)
- 竹野昌邦：Alto Sax (#2)
- 山本拓夫：Tenor Sax (#2)
- 中村達也：Drums (#3)
- 釣俊輔：Addtional Arrangement (#3)
- 大神田智彦：Bass (#4)
- SUNNY：Piano (#4)

Disc 2 
- 越智志帆
  - Lead Vocal
  - Background Vocals (#1.3.4.5)
  - Harmonica (#8)
- 多保孝一
  - Electric Guitar (#3.5)
  - Acoustic Guitar, Background Vocals (#4.6.7.8.9)
  - Programming (#3)
- 八橋義幸
  - Acoustic Guitar (#1)
  - Electric Guitar (#1.3.5.13.14)
  - Electric Guitar Solo (#4)
- 昼海幹音：Electric Guitar (#1.14)
- 松原秀樹：Bass (#1.13)
- 蔦谷好位置
  - Hammond B-3 (#1.14)
  - Piano (#10.12)
  - Programming (#15)
- 松原“マツキチ”寛
  - Drums (#1.10.13)
  - Percussion (#2)
- 西村浩二、菅坂雅彦：Trumpet (#1)
- 村田陽一：Trombone (#1)
- 山本拓夫：Tenor Sax (#1)
- 釣俊輔：Addtional Arrangement (#1)
- 小倉博和：Acoustic Guitar (#2.15)
- 沖山優司：Bass (#2.3.4.5)
- 野崎泰弘
  - Piano (#2.6.7.8.9)
  - Wurlitzer (#5)
  - Keyboards (#13)
- 伊藤隆博
  - Piano, Hammond B-3 (#3.4)
  - Clavinet (#4)
- 小西昭次郎：Drums (#3.4)
- 松岡モトキ
  - Tambourine, Cowbell (#3)
  - Background Vocals (#4.5)
- Stained Glass Symphony：Background Vocals (#3)
- 伊沢ビンコウ：Background Vocals (#4)
- 草刈浩司
  - Electric Guitar (#4.11.13)
  - Electric Guitar (Regular Tuning / Slide) (#10)
  - Background Vocals (#13)
- 朝倉真司：Drums (#5)
- SAN
  - Background Vocals (#5-9.12)
  - Tambourine (#7.8)
- 浅見トマル：Cajon (#6.7.8.9)
- 百田留衣：Acoustic Guitar, Electric Guitar (#10)
- 種子田健：Bass (#10)
- 百々和宏：Electric Guitar (#11)
- 日向秀和 (ストレイテナー、Nothing's Carved In Stone)：Bass (#11)
- 中村達也：Drums (#11)
- 弦一徹ストリングス：Strings (#12)
- 藤田真由美：Background Vocals (#13)
- 加藤雄一郎：Alto Sax (#13)
- 後関好宏：Tenor Sax (#13)
- 川上鉄平、川崎太一朗：Trumpet (#13)
- 滝本尚史：Trombone (#13)
- TOKIE：Bass (#14)
- クハラカズユキ (The Birthday, ex.THEE MICHELLE GUN ELEPHANT)：Drums (#14)
- タブゾンビ (SOIL&"PIMP"SESSIONS)：Trumpet (#14)
- 元晴 (SOIL&"PIMP"SESSIONS)：Tenor Sax (#14)
- 山本昌史：Contrabass (#15)
- PERIDOTS, オオヒナタハルコ：Background Vocals (#15)

## 収録アルバム
Wildflower
- 『Mind Travel』（#10）
- 『Superfly BEST』（#14・Disc 1)
- 『Superfly 10th Anniversary Greatest Hits “LOVE, PEACE & FIRE”』（#3・Disc 2）

タマシイレボリューション
- 『Mind Travel』（#4・Extended ver.で収録）
- 『Superfly BEST』（#1・Disc 2)
- 『Superfly 10th Anniversary Greatest Hits “LOVE, PEACE & FIRE”』（#1・Disc 3）

Free Planet
- 『Mind Travel』（#11）
- 『Superfly BEST』（#13・Disc 1)

Roll Over The Rainbow
- 『Superfly BEST』（#2・Disc 2）